# Калитко Катерина Олександрівна
Катери́на Олекса́ндрівна Кали́тко  (нар. 8 березня 1982, Вінниця) — українська поетка, перекладачка, авторка поетичних збірок і прозових творів. Членкиня Українського ПЕН, колишня членкиня Національної Спілки Письменників України (у 2024 році подала заяву на припинення участі у Спілці).

## Життєпис
Народилася у м. Вінниці, де й закінчила середню школу — із золотою медаллю. У 1999—2005 роках студіювала політологію та журналістику в Києво-Могилянській академії. Живе і працює у Вінниці та в Сараєві.

## Творчість

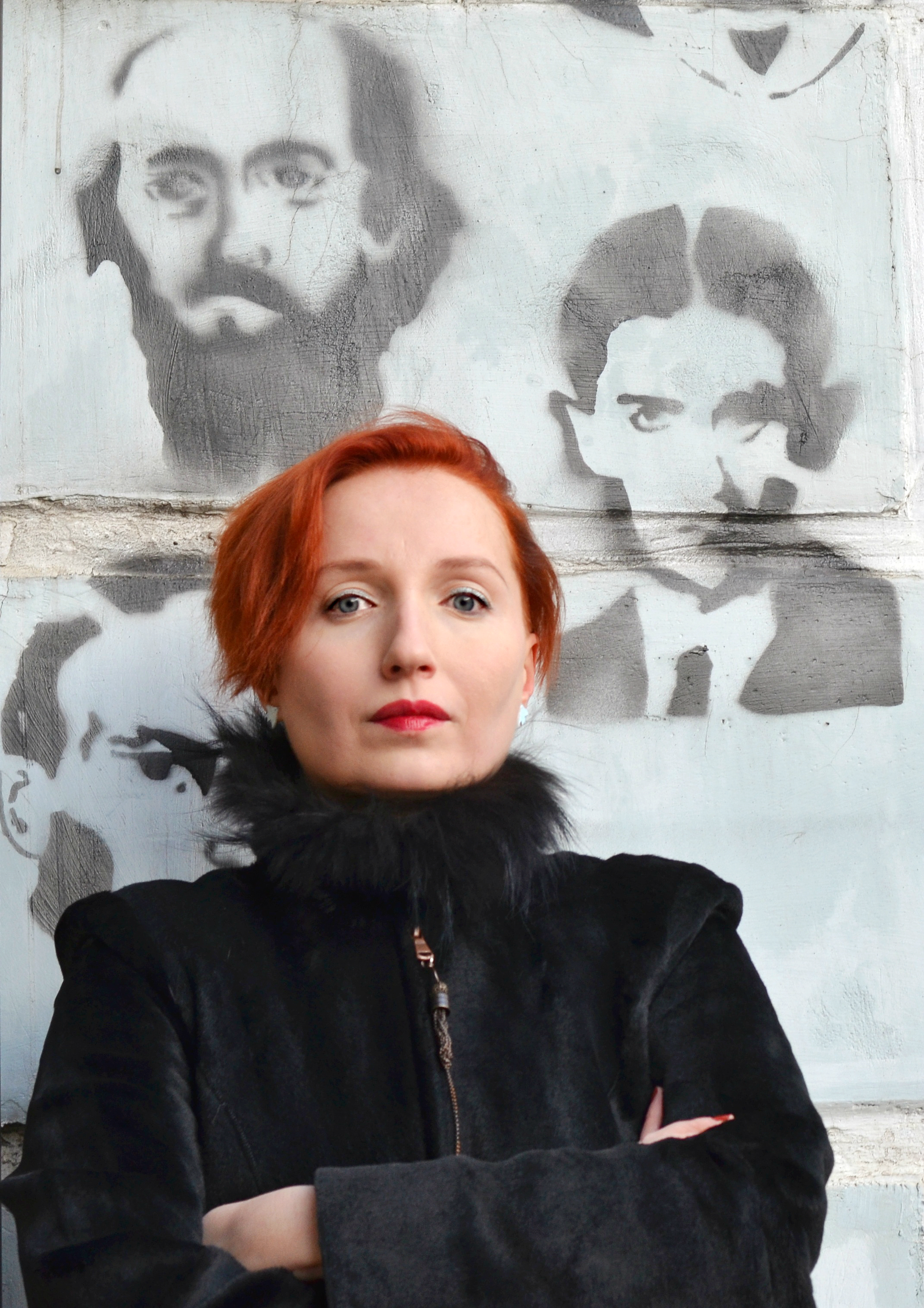
Катерина Калитко. 2017

Твори Катерини Калитко друкувалися в періодиці, зокрема у журналах «Світо-Вид», «Українські проблеми», «Молода Україна», «Кур'єр Кривбасу», «Radar», з'являлися в антологіях та альманахах: «Привітання життя», «Гранослов», «Початки. Антологія молодої поезії» (1998), «Молоде вино» (2000), «Колекція» (2001), «Українська поезія ХХ ст.» (2001), «Багатоголосся. Подільська поезія ХХ ст.» (2002), «Найкращі вірші про кохання. Чоловічий примірник» (2007), «Дві тонни» (2007), «Чорне і червоне: Сто українських поеток ХХ сторіччя» (2011), «М'якуш. Антологія української смакової поезії» (2012) та інших.
У 17-річному віці перемогла в поетичному конкурсі «Гранослов» (1999). Лавреатка конкурсів «Гранослов» та «Привітання життя» ім. Богдана-Ігоря Антонича, конкурсу читаної поезії «Молоде вино», конкурсу видавництва «Смолоскип» та літературної премії «Благовіст».
У 2017 році книжка Катерини Калитко «Земля Загублених, або Маленькі страшні казки», що вийшла у «Видавництві Старого Лева», була відзначена премією «Книга року Бі-Бі-Сі — 2017».
Поетична збірка «Ніхто нас тут не знає, і ми — нікого» присвячена психології людини на тлі значних історичних подій. Частина віршів написана верлібром. Збірка отримала премію «ЛітАкцент Року» (2019) у номінації «Поезія».
У 2023 році Калитко запросили написати текст для Радіодиктанту національної єдності.

### Авторка поетичних збірок
- «Посібник зі створення світу» (Вінниця: Логос, 1999)
- «Сьогоднішнє завтрашнє» (Київ: Гранослов, 2001)
- «Портретування асфальту» (Київ: Смолоскип, 2004)
- «Діалоги з Одіссєем» (Київ: Пульсари, 2005)
- «Сезон штормів» (Київ: Електрокнига, 2013)[9]
- «Катівня. Виноградник. Дім» (Львів: Видавництво Старого Лева, 2014)
- «Бунар» (Львів: Видавництво Старого Лева, 2018)
- «Ніхто нас тут не знає, і ми — нікого» (Чернівці: Meridian Czernowitz, 2019)
- «Орден мовчальниць» (Чернівці: Meridian Czernowitz, 2021)
- «Люди з дієсловами» (Чернівці: Meridian Czernowitz, 2022)
- «Відкритий перелом голосу» (Харків, Vivat, 2024)

### Прозова творчість
У 2007 році опублікувала книжку малої прози «М.істерія» у співпраці з київським видавництвом «Факт».
У 2017 році у «Видавництві Старого Лева» вийшла збірка короткої прози «Земля Загублених, або Маленькі страшні казки».

### Переклади іншими мовами
Окремі твори Катерини Калитко перекладені англійською, німецькою, польською, вірменською, литовською, словенською, сербською, болгарською, італійською та на іврит. Збірка віршів «Золото, смирна і мед» вийшла 2014 року в Ізраїлі (переклад на іврит Антона Паперного).

## Вірші періоду широкомасштабного вторгнення Росії в Україну

### З поетичної антології «Поміж сирен»
Катерини Калитко формулює поетичну рефлексію про винятковість нового часу у рядках: “Час такий, що промовлене / одразу стає історією”. Крім того, що це вловлення нерва перших місяців широкомасштабної війни, це ще й фіксація станів та історій, які прагне робити авторка. Аби історія тепер знерухомленого тіла бійця (17 ст.) не загубилась, її треба проговорити й додати олюднення, яким чоловіком він був. Аби безглузда сварка напередодні вторгнення (16 ст.) не забулась, треба її дрібну роль осмислити у вірші. Останні слова бійця перед відходом у сховок за пазуху Богородиці (20 ст.) треба зафіксувати.
І це прагнення відтворювати, додумувати й проживати критичні досвіди інших іде від почування пустки у першому вірші Катерини Калитко у збірці “Поміж сирен” (12 ст.). “В ньому [серці] вирва”, “заповнить вирви та безодні”, тепер вже неясно, “як звали нас і де були ми”. Війна спричиняє зупинку та заземлення, у ті перші місяці важило короткострокове “де ти сьогодні”, а не що ми були й чим будемо. А потім у віршах авторки все більше фіксацій не стану пустки, а історій. Можливо, це віднайдення однієї зі своїх функцій, коли постає новий світ-пустка. Тобто прагнення пустку, яка жахала у першому вірші й у перші місяці, заповнювати.
Якщо у першому вірші минуле не має значення для Катерини Калитко, то у наступних вже важить тяглість боротьби від прадіда (алюзія на Тараса Шевченка) (19 ст.). А у рядках “Сліпе повітря Європи обмацує нове / обличчя тобі, / бо силкується упізнати” теж відчитується мотив пошуку Європою тяглості обличчя України, яке хоч і нове, та не перше.
Віднаходимо у віршах також проблему безсилості мови у новій реальності. Лірична героїня (23 ст.) фіксує, що мова і дійсність під час війни розшаровуються, як вода й олія. А Богородиця береться перековувати пекучу нині кирилицю на безжальні ножі (20 ст.). Перевинайдення слів та повторне навчання говоріння стануться із суспільством пізніше.
Проте найбільше важить у цих 8 віршах Катерини Калитко у збірці інша рідина — кров. У Катерини Калитко багато згадок про аптечку, турнікети, кровоспинне. “Затягніть міцніше на чорній плоті країни турнікет кордону, крововтрата стає критичною” (18 ст.) — знекровлення країни. Неодноразове повернення до знекровлення у буквальному сенсі та метафоричному як символу загрози смерті чи вже її факту.

## Відзнаки
- лавреат літературного конкурсу «Гранослов» (1999);
- переможець фестивалю читаної поезії «Молоде вино» (1999);
- премія «Привітання життя» імені Богдана-Ігоря Антонича (2001);
- лавреат конкурсу видавництва «Смолоскип» (2003);
- подільська літературно-мистецька премія «Кришталева вишня» (2000);
- премія «Благовіст» (2001);
- премія «Культреванш» (2004);
- премія «ЛітАкцент року» (2014) за книжку «Катівня. Виноградник. Дім»;
- премія «Книга року Бі-Бі-Сі» (2017) за книжку «Земля Загублених, або Маленькі страшні казки»;
- спеціальна відзнака журі Премією міста літератури ЮНЕСКО за поетичну збірку «Бунар» (2019)[12];
- премія «ЛітАкцент року» (2018) за книжку «Бунар»;
- премія «ЛітАкцент року» (2019) за книжку «Ніхто нас тут не знає, і ми — нікого».

Стипендіатка письменницької програми Центральноєвропейської ініціативи Fellowship.
У вересні 2016 року отримала Кришталеву премію Вілениці від міжнародного фестивалю Vilenica International Literary Festival.
У листопаді 2017 року отримала літературну премію імені Джозефа Конрада-Коженьовського від Польського інституту у Києві за прозову україномовну творчість, що порушує актуальні теми, змушує до рефлексії, розширює знання про інші культури. 
У 2019 році нагороджена незалежною Премією Women in Arts від UN Women та Українського інституту в рамках HeForShe Arts Week 2019.
У 2023 році отримала Шевченківську премію у номінації «Література» за збірку «Орден мовчальниць». 

## Перекладацька діяльність
Досліджує та перекладає сучасну літературу Боснії і Герцеговини. Цикли оповідань Міленка Єрговича, Сніжани Мулич, Семездина Мехмедіновича, Ламії Бегагич та інших друкувалися в часописі «Кур'єр Кривбасу» в рамках авторської перекладної рубрики «Контурна карта». Добірки віршів Міленка Єрговича та Стевана Тонтича з'явилися в електронному часописі «Alarum».
Окремими книжками виходили переклади:
- Меліна Камерич «Туфлі до вручення „Оскара“» (Фоліо, 2013)
- Міленко Єргович «Історії про людей і тварин» (Темпора, 2013)
- Міленко Єргович «Срда співає в сутінках, на Трійцю» (Темпора, 2014)
- Емір Кустуріца «Смерть — неперевірена чутка» (Темпора, 2014)
- Ненад Величкович «Сагіб» (Темпора, 2014)
- Мілета Проданович «Аркадія» (Темпора, 2015)
- Михайло Пантич «Прогулянка хмарами» (Темпора, 2015)
- Углєша Шайтінац «Дуже скромні дари» (Темпора, 2016)
- Озрен Кебо «Сараєво для початківців» (Discursus, 2017)
- Меша Селімович «Дервіш і смерть» (Круговерть, 2017)

За свої переклади відзначена премією часопису «Кур'єр Кривбасу» та перекладацькою премією METAPHORA.
У грудні 2017 року незалежне видавництво «Круговерть» видало культовий роман письменника боснійського походження Меші Селімовича «Дервіш і смерть» у перекладі Катерини Калитко.
У травні 2018 року у «Видавництві Старого Лева» вийшов черговий переклад боснійського і хорватського письменника Міленка Єрговича, виконаний Катериною Калитко — збірка із 16 оповідань «Іншалла, Мадонно, іншалла».

## Аудіозаписи творів
- Катерина Калитко. З поетичної збірки "Катівня. Виноградник. Дім" : https://www.youtube.com/watch?v=tJl95E4-Ub0 [Архівовано 29 червня 2021 у Wayback Machine.]
- Катерина Калитко. "З суто жіночого".https://www.youtube.com/watch?v=umQzDwFRMwM
- Катерина Калитко. "За кавою йшлось про буденне...": https://www.youtube.com/watch?v=1AXxmh0CbaI [Архівовано 7 листопада 2021 у Wayback Machine.]